# Albin
Albin (2. stoljeće), srednji platonovac, Gajev učenik. 